# Kövesi Zsombor
Kövesi Zsombor (Győr, 1997. június 12. –) magyar színész.

## Életpályája
1997-ben született. A helyi Czuczor Gergely Bencés Gimnáziumban érettségizett. 2017–2022 között a Színház- és Filmművészeti Egyetem hallgatója volt, Székely Kriszta és Máté Gábor osztályában. Egyetemi gyakorlatát a Vígszínházban töltötte, melynek 2022-2025 között tagja volt. 2025-től az Örkény István Színház színésze.
Húga Kövesi Csenge színésznő.

## Színházi szerepei

### Vígszínház
- A hazug - Kocsis, boltosinas, levélhordó
- Magyar Elektra - Orestes
- Krum - Silenti
- A diktátor - Angol katona/Járőr
- A Pál utcai fiúk - A fiatalabb Pásztor
- Barátom, Harvey - Lofgren, taxisofőr
- A nagy Gatsby - T. Capote
- A dzsungel könyveː Maugli, Buldeo
- A dzsungel könyve: Buldeó
- K utazásai - Kokó
- Szeget szeggel - Pompó
- Az Ember aki elvesztette az időt - Erik
- Egy nő anatómiája - Wojtek Biemacki

### Trafó
- Kék Lagúna
- Orlando

## Filmes és televíziós szerepei
- Békeidő (2020) ...Színházi néző
- A tanár (2021) ...Krisztián
- Együtt kezdtük (2022) ...Ádi[10]
- A Nagy Fehér Főnök (2022) ...bőrfejű
- S.E.R.E.G. (2024) ...Jocó
- A telep királya